# Dagmar Hansen-Kohlmorgen
Dagmar Hansen-Kohlmorgen (* 21. Juni 1948 als Dagmar Neutze; † 17. März 2023 in Kiel) war eine deutsche Handballspielerin, die für die deutsche Nationalmannschaft auflief.

## Karriere
Hansen-Kohlmorgen spielte für den schleswig-holsteinischen Verein Holstein Kiel. Im Jahr 1970 stand Hansen-Kohlmorgen mit Holstein Kiel im Finale um die deutsche Meisterschaft, das auch aufgrund eines Fehlers von ihr knapp mit 8:9 gegen den 1. FC Nürnberg verloren wurde. Im Jahr 1971 kam es im Endspiel um die Deutsche Meisterschaft zu einer Neuauflage des Vorjahresfinales, das Holstein Kiel in der heimischen Ostseehalle mit 6:4 für sich entscheiden konnte. Ab dem Jahr 1975 lief sie mit Holstein Kiel in der neu eingeführten Bundesliga auf.
Hansen-Kohlmorgen absolvierte 13 Länderspiele für die deutsche Nationalmannschaft. Mit der deutschen Auswahlmannschaft belegte sie den elften Platz bei der Weltmeisterschaft 1973 in Jugoslawien. Hansen-Kohlmorgen nahm an drei Turnierspielen teil, in denen sie ein Tor warf.

## Sonstiges
Ihr Ehemann Klaus Hansen-Kohlmorgen lief für die Fußballmannschaft von Holstein Kiel auf. Ihre Tochter Birte Hansen-Kohlmorgen war in der Feldhockey-Bundesliga aktiv.